# Nữ hoàng Trái tim
Nữ hoàng Trái tim (tiếng Tây Ban Nha: Reina de Corazones) là một bộ phim truyền hình thuộc thể loại telenovela của hãng truyền hình RCTV.

## Diễn viên
- Emma Rabbe... Marlene Paez/Sara
- Roberto Mateos... Santiago Porras
- Ricardo Álamo... Jean Paul
- Alberto Alifa... Cha Barrientos
- César Bencid... Berensejo
- Marcos Campos... Matute
- Dad Dager... Catalina Monsalve
- Dessideria d'Caro... Maria Gracia
- Albi de Abreu... Federico
- Paola Eagles... Dulce
- Freddy Galavis... Juvenal
- Javier Gomez... Germán Andueza
- Luke Grande... Bartolo
- Francisco Guinot... Cha Servillo
- Carlos Guillermo Haydon... Adriano Vicentelli
- Tomas Henriquez... Fulgencio Cruz
- Kiara... Luisa Elena
- Maria Luisa Lamata... Socorro
- Jeannette Lehr... Elsa
- Daniel Lugo... Ramiro Vega
- Prakriti Maduro... Dayana
- Roberto Moll... Odilo Santos
- Denise Novell... Isabela Cotala
- Amalia Perez Diaz... Solvencia
- Jennifer Rodriguez... Julieta Carolina
- Jose Romero... Gandica
- Tania Sarabia... Zoila Guerra
- Carolina Tejera... Mesalina
- Beatriz Valdes... Salomé de Santos

## Ê-kíp
- Giám đốc sản xuất: Hernando Faria, Wladimir Gimenez, Jhonny Pulido
- Âm nhạc: Francisco Cabrujas, Rómulo Gallegos
- Dựng phim: Ignacio González, Juan González
- Chỉ đạo nghệ thuật: Nayibe Perez, Adriana Vicentelli

## Chi tiết thú vị
Ca khúc chủ đề "Vuelan" được thể hiện bởi Mulato.